# Joseph Shalika
Joseph Andrew Shalika (* 25. Juni 1941 in Baltimore; † 18. September 2010 in New York) war ein US-amerikanischer Mathematiker.
Shalika studierte an der Johns Hopkins University mit dem Bachelor-Abschluss 1961 und der Promotion bei Friedrich Mautner 1966 (Representations of the Two by Two Unimodular Group over Local Fields) 1965/66 war er am Institute for Advanced Study. 1967 wurde er Sloan Research Fellow. Ab 1971 war er Professor an der Johns Hopkins University und 1979 bis 1982 Vorstand der Mathematik-Fakultät.
Er befasste sich mit der Theorie automorpher Formen und Darstellungstheorie mit Anwendungen in der Zahlentheorie (Langlands-Programm).
Zu seinen Doktoranden gehört Freydoon Shahidi.

## Schriften
- mit Masaaki Furusawa: On central critical values of the degree four L-functions for GSp (4): the fundamental lemma, Memoirs AMS, Nr. 782, 2003
- The multiplicity one theorem for GL(n), Annals of Mathematics, Band 100, 1974, S. 171–193
- mit Hervé Jacquet On Euler products and the classification of automorphic representations, Teil 1,2, American J. Math., Band 103, 1981, S. 499–558, 777–815
- mit I. Piatetski-Shapiro, H. Jacquet: Automorphic forms on GL (3), Teil 1, Annals of Mathematics, Band 109, 1979, S. 169–212